# Spicchi di cielo tra baffi di fumo
Spicchi di cielo tra baffi di fumo (ロミオの青い空?, Romio no aoi sora, letteralmente "Il cielo azzurro di Romeo"), è un anime prodotto nel 1995 dalla Nippon Animation in 33 episodi complessivi. È basato sul racconto I fratelli neri (Die Schwarzen Brüder) scritto in due volumi tra il 1940 e il 1941 dall'autore svizzero Kurt Held e da sua moglie Lisa Tetzner, ma pubblicato solo a nome di quest'ultima. La serie è stata trasmessa per la prima volta in Giappone a partire dal 15 gennaio 1995 dal network Fuji TV e in Italia su Italia 1 dal luglio 1997 in versione parzialmente censurata.
Nel 2002 la Dynamic Italia ha cominciato a ripubblicare integralmente la serie con il nuovo titolo Il cielo azzurro di Romeo, che riprende il titolo originale giapponese, utilizzando il doppiaggio Mediaset e sottotitolando le scene censurate e mai doppiate in italiano, ma la pubblicazione si è interrotta dopo due uscite. Dopo una lunga assenza dagli schermi televisivi italiani, la serie è tornata in replica dal 2 febbraio 2009 su Italia 1, completa dell'episodio eliminato nella prima (e fino ad allora unica) trasmissione.
L'anime fa parte del progetto World Masterpiece Theater della Nippon Animation.

## Trama
(Contratto di Romeo, ep. 2 - Addio montagne)

### Prologo
La storia ha inizio in un piccolo paesino svizzero di montagna, dove Romeo nella seconda metà del XIX secolo vive assieme alla famiglia. Proprio il giorno della festa del paese, al villaggio arriva Antonio Luini, subito soprannominato "il Diavolo", un lugubre personaggio che si aggira nei villaggi per approfittare dell'estrema miseria della gente e procurarsi a poco prezzo dei bambini da avviare al mestiere di spazzacamino a Milano. Per poter strappare Romeo alla famiglia non esita ad incendiare il raccolto del padre Roberto, il quale, per poter salvare qualche cosa dal disastro, si ammalerà gravemente. Romeo, per pagare le ingenti spese mediche e salvare il padre, è costretto quindi a "vendersi" a Luini per 25 franchi, e firmare il contratto che lo impegnerà per i successivi sei mesi a Milano.

### Verso Milano
Romeo parte dal villaggio per recarsi a Locarno, sul Lago Maggiore, primo punto di raccolta dei bambini che Luini avrebbe dovuto rivendere a Milano. Durante la strada si imbatterà per la prima volta in Alfredo, un ragazzo di un anno più anziano di lui, che condivide con Romeo il destino di diventare spazzacamino. I due stringono ben presto amicizia, anche se Alfredo sembra custodire un grande segreto che riguarda lui e la sorella Bianca, segreto del quale però non vuole parlare. La notte stessa a Locarno, i due ragazzi incontreranno altri piccoli futuri spazzacamini, che verranno caricati nottetempo su una barca per essere trasportati sull'altra riva del lago. Ma infuria una terribile tempesta e la barca affonda durante la traversata. Romeo sa nuotare e dopo aver visto che Alfredo è fuori pericolo, riuscirà a portare in salvo anche Luini. Il giorno dopo il viaggio per Milano ricomincerà, con solamente Luini, Alfredo e Romeo, unici superstiti del naufragio. La terribile avventura cementerà il rapporto tra Romeo e Alfredo, che si giureranno reciprocamente eterna amicizia.

### Il cielo azzurro di Romeo
Arrivati a Milano, i due ragazzi sono subito separati, venduti da Luini a due diversi spazzacamini. Romeo va a lavorare per Marcello Rossi, ma inizialmente, soprattutto per l'alto costo che i Rossi hanno dovuto pagare per il ragazzo (85 lire) e per la perfidia di Anselmo, il figlio dei Rossi, i rapporti tra Romeo e la famiglia sono molto tesi. L'unica grande amica di Romeo è Angeletta, la dolce figliastra dei Rossi, che costretta a stare a letto da una grave malattia al cuore, tenta di alleviare le sofferenze del ragazzo e con l'aiuto del dottor Casela, un medico che Romeo incontra durante il suo lavoro, spingerà Romeo ad imparare a leggere.
Ed è proprio in uno dei primi lavori da spazzacamino, che Romeo fa una incredibile scoperta che lo segnerà negli anni a venire. Oltre il buio dei camini, sopra i tetti e le miserie umane, al di sopra di Milano c'è un incredibile ed infinito cielo azzurro, e solo gli spazzacamini hanno il privilegio di vederlo da vicino. Con la magia dei suoi dieci anni, racchiude questo cielo azzurro in una piuma di colombo e lo dona ad Angeletta, che dalla finestra della sua stanza non aveva mai visto niente di più meraviglioso.

### I "Fratelli del Camino"
In città imperversa una banda di ragazzi, chiamata "Lupi Guerrieri" che vessa con soprusi quotidiani i ragazzini che fanno il duro mestiere di spazzacamino. È in questa fase che Romeo si imbatte di nuovo nel suo grande amico Alfredo, che sta organizzando gli spazzacamini nei "Fratelli del Camino" per fare fronte comune contro questi soprusi. Tra i "Fratelli" dei quali Romeo farà subito parte, il ragazzo ritroverà tutti coloro che egli credeva morti nel naufragio della barca sul Lago Maggiore. Le due bande si scontreranno più volte e alla fine, dopo la battaglia al Parco Sempione, si arriverà ad una sostanziale vittoria dei "Fratelli" sugli avversari. È durante queste battaglie che Alfredo incontra Andrea, una ragazza che si veste e si comporta come un ragazzo per fare parte della banda dei "Lupi", e che a lui ricorda tanto Bianca, la sorella la cui misteriosa storia è ancora ignota. Da quel momento in poi gli spazzacamini, ormai uniti dal patto di fratellanza, affronteranno assieme numerose avventure, aiutando tra l'altro Angeletta a coronare il suo più grande desiderio: incontrare finalmente la sua vera nonna, la terribile contessa Isabella Montabani, la "Contessa di Ghiaccio", che aveva affidato la bambina ai Rossi dopo la morte dei genitori che aveva ripudiato. Angeletta, con l'aiuto della nonna "ritrovata", potrà finalmente andare a curarsi a Parigi e sperare di guarire.

### Il visconte del Piemonte
Ma un oscuro passato perseguita Alfredo. Egli è in realtà figlio dei visconti Martini, periti nell'incendio della loro casa appiccato dal perfido zio, che voleva così acquistare il titolo nobiliare. Alfredo e la sorella Bianca, accusati dell'incendio, erano fuggiti nascondendosi nelle campagne attorno a Milano. Alfredo era diventato spazzacamino per poter rifarsi una vita e, un giorno, poter dimostrare la propria innocenza e salvare Bianca, rapita dagli zii. Con l'aiuto dei "Fratelli del Camino" e dei "Lupi Guerrieri", per una volta uniti nella stessa missione, Alfredo riuscirà a liberare Bianca e a conferire con il re per riabilitare il suo nome e quello della sorella, grazie a un'incisione dello stemma nobiliare del padre fatto dal padre del Re durante la guerra D'Indipendenza e a far condannare lo zio e sua moglie. Ma la vita di stenti che Alfredo ha fin qui patito, lo ha da tempo fatto ammalare di tisi, e proprio nel momento del trionfo, muore fra le braccia del suo grande amico Romeo, dopo essersi fatto promettere che sarebbe stato vicino alla sorella come lui aveva fatto fino ad allora.

### L'istruzione di Romeo
Lo sconforto si abbatte su tutti i ragazzi. Sia i "Fratelli del Camino" che hanno perso il loro capo e grande amico, sia i "Lupi Guerrieri" che avevano da tempo riconosciuto in Alfredo eccezionali doti di lealtà e di intelligenza, sono disperati. Romeo viene acclamato come nuovo capo dei "Fratelli" e tra mille titubanze accetterà e lentamente riuscirà a farsi amare come Alfredo. Intanto Bianca viene adottata dal dottor Casela e comincia a studiare per diventare infermiera. Anche Romeo, a causa di un piccolo incidente sul lavoro, va a vivere per una settimana durante le festività natalizie a casa del dottore, il quale comincerà ad impartirgli delle lezioni private per spingerlo a migliorare la sua cultura.

### Ritorno al villaggio
Il tempo passa, e i sei mesi di contratto sono terminati; ben presto Romeo e gli altri spazzacamini potranno finalmente fare ritorno ai villaggi di origine. Ma proprio in quegli ultimi giorni Romeo si imbatte in Luini, con altri ragazzini che sarebbero stati i prossimi spazzacamini e che non immaginano ancora la terribile vita che li aspetta. Nell'ultima riunione di tutti i ragazzi davanti alla tomba di Alfredo, Romeo sigla quindi con i "Lupi Guerrieri" un grande accordo: da quel giorno i "Lupi" avrebbero protetto e aiutato tutti i poveri ragazzi strappati alle loro famiglie e condotti a Milano da gente senza scrupoli per condurre una vita di stenti. Romeo ritorna quindi al suo paese, ma non dimentica gli amici che ha trovato a Milano e soprattutto la promessa fatta ad Alfredo, quella di costruire un mondo migliore e di essere vicino alla sorella Bianca. Romeo da adulto, diventerà quindi insegnante per portare la conoscenza e la cultura a tutti i bambini e sposerà Bianca da cui avrà un figlio che chiamerà Alfredo, conservando sempre nel suo cuore il meraviglioso ed infinito cielo azzurro sopra Milano.

## L'anime e il romanzo

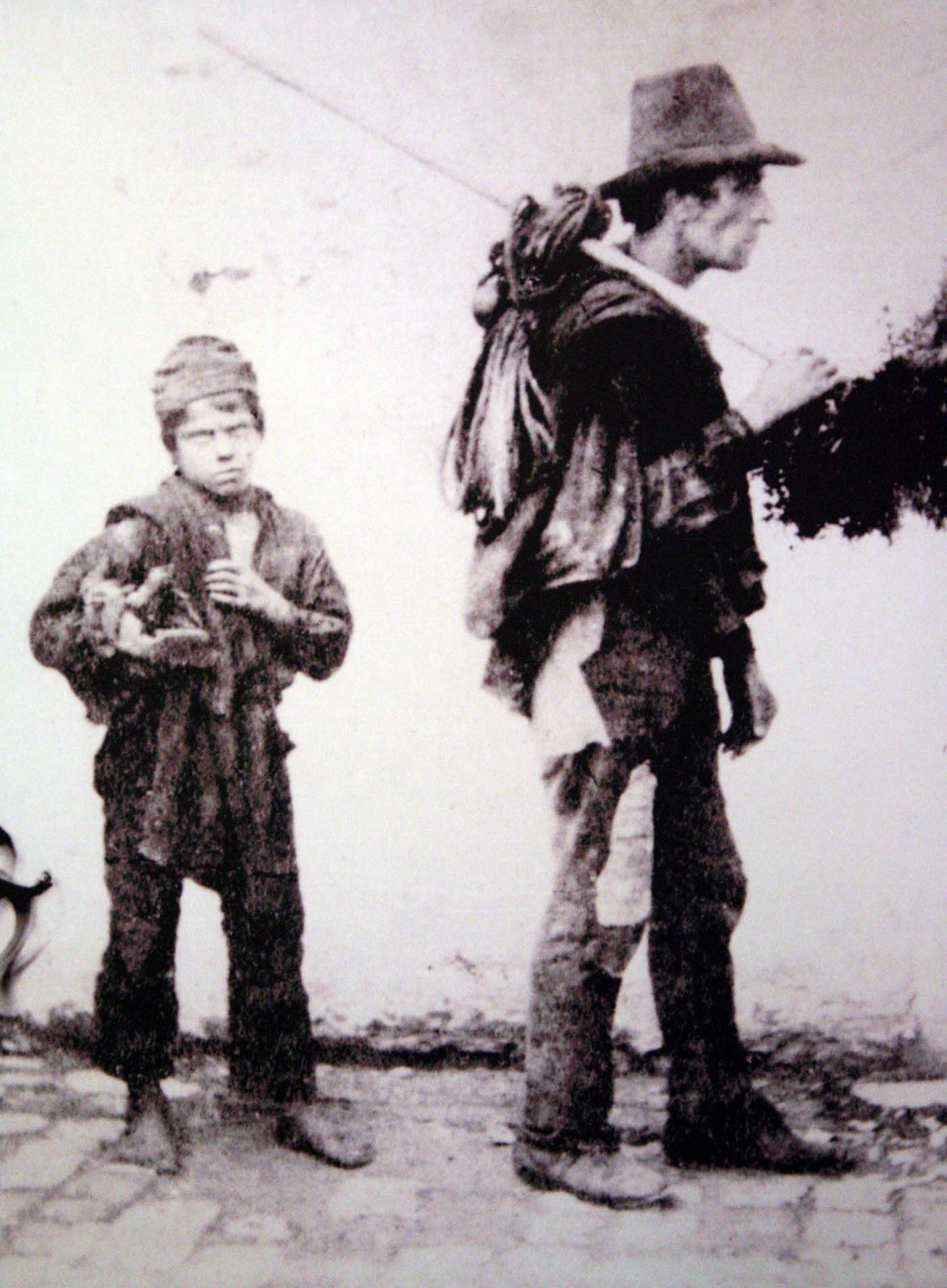
Spazzacamino italiano con il suo "bocia" (apprendista). Foto anonima della fine del XIX secolo.

La serie animata si basa sul romanzo I fratelli neri, scritto a quattro mani da Kurt Kläber, conosciuto come Kurt Held e dalla moglie Lisa Tetzner, ma pubblicato in Svizzera solo con il nome di quest'ultima. La storia racconta le avventure di Giorgio - un bambino di Sonogno, villaggio della Valle Verzasca, Canton Ticino, Svizzera - che nell'anime prenderà il nome di Romeo. Si basa sulle reali e miserabili condizioni di vita in cui erano costretti molti bambini della fine dell'800 e prende spunto da un terribile fatto di cronaca, l'affondamento di un barcone carico di piccoli spazzacamini nelle acque del Lago Maggiore.
La serie animata è abbastanza fedele alla storia originale, soprattutto nella prima parte, ma se ne discosta con il proseguire degli eventi. Soprattutto alcuni personaggi hanno ruoli leggermente diversi:
- I ragazzi non ritorneranno a casa per la scadenza del contratto, ma il dottor Casella[9], molto più importante nel romanzo che nell'anime, aiuterà i piccoli spazzacamini a fuggire all'estero per non essere più soggetti ai loro contratti-capestro, valevoli solo in Italia.
- Marcello Rossi sarà sempre spietato con Giorgio (Romeo nell'anime) e prenderà sempre le parti del figlio Anselmo: nel romanzo ha quindi un ruolo molto simile a quello che la moglie ha nell'anime.
- Non è chiara la malattia di Angeletta, ma molto probabilmente si tratta di tubercolosi e non di una malattia cardiaca. In ogni caso la ragazza non è figlia dei conti Montabani, ma semplicemente la figlia illegittima di Marcello Rossi.
- Il personaggio di Nikita (Andrea, nella traduzione italiana dell'anime) non è presente nel romanzo.
- Bianca nella storia narrata dal romanzo non viene ritrovata. Solo alla fine viene detto che Giorgio ha mantenuto la promessa fatta ad Alfredo, ha ritrovato la sorella e si è preso cura di lei.

In ogni caso l'adattamento televisivo per il progetto World Masterpiece Theater, nonostante l'edulcorazione di numerosi episodi, tratta comunque temi molto scottanti e ancora attuali, quali la riduzione in schiavitù di bambini, costretti ad una vita terribile. La crudezza di alcune scene ed avvenimenti, veramente difficile da affrontare in un cartone animato rivolto principalmente ai ragazzi e superiore a quanto già visto in Peline Story (anime per certi versi simile per i temi trattati) ha fatto sì che la serie animata in Italia sia stata pesantemente censurata.

## Personaggi principali
RomeoÈ un ragazzino svizzero di circa 10 anni. Il suo vero padre è morto in guerra quando Romeo era molto piccolo e la madre si è risposata con Roberto che Romeo crede quindi sia il suo vero padre. Il ragazzo, per pagare le cure mediche al patrigno è costretto a "vendersi" per sei mesi a Luini, un trafficante di bambini, che lo porterà a vivere e a lavorare a Milano come spazzacamino. Diventerà grande amico di Alfredo, il capo della banda dei "Fratelli del Camino" e prenderà il suo posto dopo la sua morte.
Durante la sua permanenza a Milano, tra mille difficoltà, con l'aiuto di Angeletta, di Bianca e del dott. Casela, imparerà a leggere e comincerà a farsi una cultura. Passati i sei mesi previsti dal contratto con il sig. Rossi, il suo padrone, Romeo tornerà al suo villaggio, senza però dimenticare tutti gli amici incontrati a Milano. Passati dieci anni diventerà insegnante e spenderà la sua vita ad istruire i bambini, coronando il suo sogno e quello di Alfredo. In seguito sposerà Bianca, la sorella di Alfredo.
AlfredoRagazzo colto, intelligente e carismatico, è il figlio dei visconti Martini e ha circa 11 anni quando, dopo la morte dei genitori uccisi dallo zio, è costretto a fuggire con la sorella Bianca e a diventare spazzacamino per rifarsi una vita. Diventa capo della banda dei "Fratelli del Camino" e con l'aiuto dell'amico fraterno Romeo, riuscirà a smascherare il perfido zio davanti al re riabilitando il suo nome e quello della sorella. Morirà subito dopo di tisi, tra la disperazione degli amici e degli ex nemici (i "Lupi Guerrieri") che ne avevano compreso il grande valore.
BiancaSorella di Alfredo, è accusata assieme al fratello di avere ucciso i genitori. Viene rapita dallo zio, che vuole a tutti i costi ottenere il "Tesoro di Famiglia", il sigillo reale che gli avrebbe aperto le porte della nobiltà. Alfredo, con l'aiuto dei "Fratelli del Camino" e dei "Lupi Guerrieri", per la prima volta uniti, arriverà a liberare Bianca e riuscirà, prima di morire, a dimostrare la sua innocenza. In seguito la ragazza verrà adottata dal dott. Casela e studierà per diventare infermiera. Dopo più di 10 anni sposerà Romeo, che aveva promesso ad Alfredo morente di prendersi cura di lei.
AngelettaÈ una ragazzina dell'età di Romeo, dal carattere angelico, che la spinge a fare di tutto per aiutare il prossimo. Figlia del conte Adolfo Montabani, ripudiato dalla madre (la "contessa di ghiaccio") dopo aver sposato una contadina, è stata affidata dalla nonna ai coniugi Rossi (i padroni di Romeo) dopo la morte dei genitori.
Prima grande amica di Romeo a Milano lo aiuterà ad imparare a leggere e gli sarà sempre vicino nei momenti di sconforto. Affetta da una gravissima malattia al cuore non può però abbandonare mai la sua stanza: sa che la sua vita sarà breve, ma prima di morire desidererebbe conoscere la vecchia contessa Montabani, quella nonna che ha invece sempre rifiutato di incontrarla. Romeo e i suoi amici riusciranno ad esaudire il grande desiderio di Angeletta, e la nonna, pentita del suo comportamento in tutti quegli anni, porterà la bambina a Parigi per tentare di farla guarire.
AnselmoCapriccioso e viziato è il figlio naturale della famiglia Rossi. Odia Romeo che malgrado la povertà gli è superiore in tutto e per tutto. Molto abile nel raccontare bugie, riesce a ingannare la banda dei "Lupi Guerrieri" finendo per essere scoperto a causa di Angeletta che involontariamente consegna a Romeo invece della lettera che voleva scrivergli, una pagina di diario contenente la verità, pagina che Anselmo ruba a Romeo con l'inganno per poi consegnarla a Giovanni, che lo fa picchiare da Tacione. Deciso a vendicarsi, ruba dei soldi alla sua famiglia e fa ricadere la colpa su Romeo, ma anche questa volta viene scoperto e umiliato davanti alla polizia, viene trascinato a casa dalla madre offesa e umiliata. In seguito, in occasione della visita di sua nonna, progetta di farla pagare a Romeo per il semplice fatto che la nonna abbia preferito Romeo a lui, tuttavia, dopo aver scoperto che il regalo della nonna non era ciò che si aspettava, lo cede a Romeo e lascia perdere le sue cattive intenzioni.
AndreaNikita, nell'originale giapponese. È una ragazza che finge di essere un maschio per poter far parte dei "Lupi Guerrieri", la banda nemica dei "Fratelli del Camino" e dimostrare il suo coraggio. Alfredo la smaschera durante la battaglia nei pressi della Chiesa di San Babila e proverà subito un'istintiva simpatia per la ragazza, nella quale vedrà la sorella Bianca, determinata e testarda, ma di animo gentile e solitario. Andrea inizialmente prova una profonda avversione per Alfredo, che lentamente si trasformerà in stima e poi grande affetto. Disperata per la sua morte, davanti alla lapide dell'amico con un fiore tra i capelli come lui avrebbe voluto, Andrea si incaricherà di portare negli anni a venire fiori sulla sua tomba.
GiovanniÈ il capo dei "Lupi Guerrieri" la banda che con le sue prevaricazioni, creerà molti problemi agli spazzacamini, che alla fine, sotto la guida di Alfredo, si coalizzeranno nei "Fratelli del Camino". Nonostante tutto Giovanni è un avversario leale e alla fine arriverà a provare una grande stima per Alfredo, e lo aiuterà a liberare la sorella Bianca e a riabilitarsi davanti al re. Dopo la morte di Alfredo, siglerà con Romeo un grande accordo: i "Lupi" in futuro avrebbero protetto e aiutato tutti quei poveri ragazzi che strappati alle loro famiglie, sarebbero arrivati a Milano per lavorare come spazzacamini.
Dottor CaselaÈ un medico che incontra per caso Romeo e che lo aiuterà ad imparare a leggere. Quando Romeo gli presenterà Alfredo, Casela rimarrà impressionato dall'intelligenza e dalla cultura del ragazzo, e lo aiuterà prestandogli i suoi libri per farlo proseguire degli studi, che ben presto arriveranno ad un livello universitario. Sarà Casela a diagnosticare la terribile malattia di Alfredo e dopo la sua morte adotterà Bianca, la sorella del ragazzo e diventerà l'insegnante di Romeo.
Marcello RossiDiventa il padrone di Romeo dopo averlo comprato da Luini per 85 lire. Succube della moglie, spende i pochi soldi che gli avanzano per ubriacarsi. Arrotonda però il misero salario da spazzacamino con i soldi che annualmente la nonna di Angeletta gli passa per il decoroso mantenimento della bambina che gli è stata affidata. Col passare del tempo, dopo un inizio problematico nei rapporti con Romeo, il sig. Rossi arriverà a provare per il ragazzo un grande affetto.
Antonio Luini (il Diavolo)Soprannominato "Il Diavolo" passa la vita a girare per i miseri villaggi di montagna per procurarsi dei bambini per poi avviarli al mestiere di spazzacamino a Milano. Per potersi impadronire di Romeo, non esita ad incendiare i campi del padre, causandone la rovina e una grave malattia. Durante il tragitto per Milano verrà salvato da sicuro annegamento da Romeo dopo un naufragio e questo in fondo impressionerà il losco individuo, che non comprenderà però mai fino in fondo le motivazioni del gesto del ragazzo.
Altri membri dei "Fratelli del Camino"Antonio, Augusto, Dante, Michele, Enrico, Benedetto, Giuliano, Bartolo, Baldo
Altri membri dei "Lupi Guerrieri"Faustino, Tacioni (detto "Il Toro"), Linardo (detto "Pel di Carota"), Rio
La famiglia di RomeoRoberto (il patrigno), Jessica (la madre) Carlo e Pietro (i due fratelli gemelli minori), la nonna.

## Edizione italiana

### Doppiaggio
Il doppiaggio italiano è stato effettuato presso lo studio Deneb Film sotto la direzione di Paolo Torrisi. La traduzione dal giapponese è a cura dello studio C.I.T.I. e i dialoghi italiani sono di Aldo Stella e Tullia Piredda.
| Personaggi                   | Voce giapponese     | Voce italiana       |
| ---------------------------- | ------------------- | ------------------- |
| Narratrice                   |                     | Daniela Trapelli    |
| Romeo                        | Ai Orikasa          | Davide Garbolino    |
| Bianca                       | Akemi Okamura       | Emanuela Pacotto    |
| Alfredo                      | Toshiko Fujita      | Gualtiero Scola     |
| Angeletta                    | Maria Kawamura      | Elisabetta Spinelli |
| Rizzo                        | Minoru Inaba        | Mario Zucca         |
| Andrea (Nikita)              | Aya Ishizu          | Marcella Silvestri  |
| Dottor Casela                | - non disponibile - | Gianfranco Gamba    |
| Marcello Rossi               | Masahiro Anzai      | Marco Pagani        |
| Edda Rossi                   | Yasuko Hadori       | Elisabetta Cesone   |
| Antonio Luini ("Il Diavolo") | Tetsuo Komura       | Marco Balzarotti    |
| Contessa Isabella Montabani  | - non disponibile - | Caterina Rochira    |

### Censure e tagli
Nell'edizione del 1997 trasmessa su Italia 1 sono state tagliate o "ricoperte" con fermo immagini molte scene con episodi di violenza ed è stato eliminato l'intero episodio 17 ("L'imboscata alla chiesa di San Babila"), contenente una baruffa tra due bande di ragazzi (i Fratelli del Camino e i Lupi Guerrieri).
Nella riedizione integrale Dynamic su VHS del 2002, interrotta però dopo la seconda videocassetta, sono state reinserite le scene eliminate con audio originale giapponese e sottotitoli in italiano. L'episodio 17, anche se in origine non trasmesso, era stato comunque doppiato in italiano da Mediaset come tutti gli altri e nella replica del 2009 sempre su Italia 1 è stato trasmesso per la prima volta e con l'audio italiano. Anche la trasmissione del 2009 della serie non è però stata integrale e, se si esclude l'episodio reintegrato, ha continuato a mantenere tutte le censure e i tagli effettuati nel 1997.

#### Trama dell'episodio 17
Questo episodio è stato completamente censurato nel 1997 ed è stato trasmesso per la prima volta solamente nel 2009.
Alfredo, Romeo e gli altri spazzacamino della banda dei Fratelli del Camino, stanchi delle prevaricazioni dei Lupi Guerrieri, lanciano loro una sfida da consumarsi il giovedì successivo nei pressi della Chiesa di San Babila. Arriva il giorno fatidico e i due gruppi si scontrano, ma i Fratelli del Camino, che avevano preparato accuratamente il terreno disseminandolo di trappole, riescono in breve ad avere la meglio sugli avversari. La baruffa ha termine quando Alfredo si rende improvvisamente conto che Andrea, il ragazzino dai capelli rossi che è uno dei più attivi nella banda avversaria, è in realtà una ragazza. Alfredo rimane molto colpito da Andrea, che gli ricorda Bianca, l'amata sorella il cui destino è ancora misterioso, anch'essa determinata e testarda, ma dentro di sé di animo gentile e in fondo sola.
Ma anche se i Lupi Guerrieri sono sconfitti, pensano subito a vendicarsi. Il giorno dopo quindi, rapiscono Michele, il membro più piccolo dei Fratelli del Camino, per fare uscire allo scoperto Alfredo: sanno che una volta messo fuori gioco il capo, i Fratelli si sarebbero sciolti.

#### Trama e scene censurate dell'episodio 18
Sono evidenziate le parti mai trasmesse dell'episodio
Per salvare Michele, rapito dalla banda di Giovanni al termine dell'episodio precedente, Alfredo decide di arrendersi agli avversari a patto che il bambino venga liberato. Romeo e Michele tornano dai compagni e riferiscono loro che se vogliono salvare il proprio capo dovranno scontrarsi con gli avversari l'indomani all'alba al Parco Sempione. Dopo un momento di paura iniziale, tutti i ragazzi si radunano insieme a Romeo presso il luogo dello scontro, e la sfida comincia.
La battaglia tra i Fratelli del Camino e i Lupi Guerrieri al Parco Sempione si fa sempre più cruenta. Quando Tacioni monta con tutto il suo peso sul torace di Romeo steso a terra, Giovanni e Alfredo, i capi delle due bande avversarie, decidono di comune accordo che per evitare il peggio, la lotta sarebbe dovuta continuare solamente tra due contendenti: Romeo e Tacioni. I due cominciano a lottare con alterne fortune, fino a quando Tacioni, contravvenendo alle regole della battaglia, estrae un coltello ed assale improvvisamente Romeo buttandolo a terra e puntandogli l'arma in faccia. Romeo tenta di trattenere la mano armata di Tacioni, ma le forze ormai lo stanno abbandonando e il coltello si avvicina sempre di più al suo viso, quando un raggio di sole illumina improvvisamente il crocefisso che Angeletta gli aveva donato e che lui portava al collo, accecando per un istante Tacioni. Approfittando di quell'attimo Romeo riesce a sconfiggere l'avversario. I Lupi hanno perso e Giovanni punirà duramente Tacioni che usando il coltello contro le regole, aveva disonorato la banda. Sulla strada del ritorno, i Fratelli del Camino canteranno tutti insieme per la prima volta l'"Inno della Fratellanza".

### Errori ed imprecisioni
- Nell'episodio 9 ("Una lettera d'amore al chiaro di luna") il dottor Casela regala un libro a Romeo per aiutarlo ad imparare a leggere. Si tratta di un libro di grandi figure di animali con il loro nome. Il libro però non è in italiano, ma in spagnolo: si notano infatti i nomi pájaro (uccello) e gato (gatto).
- Nell'episodio 32 ("La Vigilia di Natale) il dottor Casela, dopo aver mostrato a Romeo una carta del cielo e avergli indicato i nomi delle stelle e delle costellazioni (la "Stella del Nord", e "Cassiopea") dà al ragazzo alcuni libri di "astrologia", intendendo evidentemente "astronomia".
- Nell'episodio 18 ("La grande sfida") Angeletta regala un crocefisso a Romeo. Nella scena censurata della lotta con Tacioni, il crocefisso abbaglierà l'avversario e permetterà a Romeo di vincere. Nell'episodio trasmesso invece la lotta dura solo alcuni istanti e Romeo sembra vincere solo con le proprie forze, ma nel "riassunto" dell'episodio successivo, l'abbagliamento censurato del crocefisso ricompare, introducendo una piccola incongruenza nella storia.
- Andrea (Nikita nell'originale giapponese), la ragazzina che si veste e si comporta come un ragazzo per far parte della banda dei "Lupi Guerrieri" e dimostrare il suo valore, viene smascherata da Alfredo nell'episodio 17 ("L'imboscata alla chiesa di San Babila") che nella prima trasmissione dell'anime del 1997 era stato però completamente censurato. Lo spettatore dell'epoca si è quindi trovato di fronte ad un personaggio prima considerato un ragazzo, poi improvvisamente visto come una ragazza senza apparente motivo.
- Nella suggestiva sigla italiana, cantata da Cristina D'Avena (soprattutto nella sua versione di due minuti, quella più lunga), il testo di Alessandra Valeri Manera, accompagnato dalle immagini del cartone, riassume in pochi attimi la storia di Romeo. La strofa «Passano gli anni e Romeo è adesso un ragazzino, con un sorriso dolce e tanta buona volontà», lascia però intendere che la storia si snodi attraverso gli anni, mentre invece dura solamente sei mesi.

### Episodi
1. Festa in un villaggio delle Alpi
2. Inizia una nuova vita
3. Addio montagne
4. Ricercati
5. Una notte d'attesa
6. La barca è colata a picco
7. La casa dell'angelo
8. Il regalo dell'angelo
9. Lettera d'amore al chiaro di luna
10. Il quaderno
11. Una nuova amicizia
12. Fuga nella nebbia
13. Un incontro inaspettato
14. La conquista della libertà
15. I Fratelli del Camino
16. L'esempio di Alfredo
17. L'imboscata alla chiesa di San Babila[13]
18. La grande sfida[14]
19. L'arrivo della nonna
20. Le marionette di Teo
21. Il segreto di Angeletta
22. A casa della Contessa
23. Arrivederci angelo mio
24. Bianca
25. La liberazione di Bianca
26. Un animo nobile
27. Il giorno più lungo
28. Il nobile Alfredo
29. Addio Alfredo
30. L'ultimo saluto
31. Il tesoro più prezioso
32. La Vigilia di Natale
33. Sulle ali della libertà

## Sigle
- La sigla di apertura della versione giapponese, "Sora e..." (letteralmente "Verso il cielo...") è interpretata da Hiroko Kasahara[15].
- La sigla finale della versione giapponese, "Si Si Ciao -Romana no Oka de-"[16] (letteralmente "Sì Sì Ciao, alla collina di Romana") è interpretata da Hiroko Kasahara.
- La sigla iniziale e finale della versione italiana, "Spicchi di cielo tra baffi di fumo", musica di Franco Fasano, testo di Alessandra Valeri Manera, è interpretata da Cristina D'Avena con la partecipazione del Coro dei Piccoli Cantori di Milano.